# Ечка
Ечка (серб. Ечка) — село в Сербии, в Воеводине, Средне-Банатском округе, общине Зренянин.

## Название
На сербском деревня известна как Ečka (Ечка), на румынском как Ecica или Ecica Română («Эчица» или «Эчица Романэ»), на немецком языке как Deutsch-Etschka («Дойч-Эчка»), а на венгерском как Écska («Экска»), до 1899 года Német-Écska («Немет-Экска»).
Деревня была объединена с бывшим поселением, известным как сербском «Mala Ečka» (Мала Ечка), на немецком языке как Alt Etschka («Альт Эчка»), у венгров как Román-Écska и Olahécska («Роман-Эцка» и «Олахецка»).

## Население
В селе проживает 4513 жителей, из которых совершеннолетних 3638. Средний возраст — 39,5 года (мужчины — 38,0 года, женщины — 41,0 года). В населённом пункте 1564 домохозяйств, среднее число членов в которых — 2,89 (данные переписи 2002 года).